# Мередов, Аманмурад
Аманмурад Мередов (туркм. Amanmyrat Meredow; 28 января 1972) — советский и туркменский футболист, тренер.
Старший брат туркменского футболиста и тренера Курбана Мередова.

## Биография
Выступал за туркменские команды «Ахал‑ЦОП» и «Мерв» во второй лиге СССР.
С 1992 играл в команде Небитчи, вместе с которой достиг ряда успехов — несколько раз был призёров чемпионатов Туркменистана.
В начале 90-х играл за сборную Туркменистана.
С середины 2004 года — главный тренер Небитчи. Сделал дубль в 2004 — обладатель кубка и чемпион страны.
В 2005 году помогал Аману Кочумову в тренерской работе со сборной Туркменистана.
C 2012 года[уточнить] являлся главным тренером футбольного клуба «Шагадам». В чемпионате Туркменистана 2014 года вместе с командой завоевал бронзовые медали.

## Статистика
| Сезон     | Клуб       | Лига        | Чемпионат | Чемпионат |
| Сезон     | Клуб       | Лига        | Игры      | Голы      |
| --------- | ---------- | ----------- | --------- | --------- |
| 1989      | «Ахал‑ЦОП» | Вторая лига | 4         | 0         |
| 1990      | Мерв       | Вторая лига | 35        | 10        |
| 1991      | Мерв       | Вторая лига | 48        | 10        |
| 1992      | Небитчи    | Высшая лига | ?         | ?         |
| 1993      | Небитчи    | Высшая лига | ?         | ?         |
| 1994      | Небитчи    | Высшая лига | ?         | ?         |
| 1995      | Небитчи    | Высшая лига | ?         | ?         |
| 1996      | Небитчи    | Высшая лига | ?         | ?         |
| 1997-1998 | Небитчи    | Высшая лига | ?         | ?         |
| 1998-1999 | Небитчи    | Высшая лига | ?         | ?         |
| 2000      | Небитчи    | Высшая лига | ?         | ?         |
| 2001      | Небитчи    | Высшая лига | ?         | ?         |
| 2002      | Небитчи    | Высшая лига | ?         | 14        |
| 2003      | Небитчи    | Высшая лига | ?         | ?         |

## Достижения
Игрока
- Многократный призёр чемпионата Туркменистана: 1992, 1993, 2000, 2003 (серебряный), 1995, 2001 (бронзовый).

Тренера
- Чемпион Туркменистана с командой Небитчи в 2004. Серебряный призёр 2009[3]. Бронзовый призёр 2005, 2007, 2008[4].
- Обладатель Кубка Туркменистана: 2004
- Обладатель Суперкубка Туркменистана: 2004, 2006